# Arab Air Carriers Organization
De Arab Air Carriers Organization (AACO) is een regionaal samenwerkingsverband van Arabische luchtvaartmaatschappijen, opgericht in 1965 door de Arabische Liga.
Het hoofdkantoor van de Arab Air Carriers Organization is gevestigd in Beiroet, Libanon, het Arab Air Carriers Organization Regional Training Center (AACORTC) is gevestigd in Amman, Jordanië.
Lidmaatschap van de AACO is niet verplicht voor leden van de Arabische Liga, er zijn Arabische luchtvaartmaatschappijen zoals Air Mauritanie die geen lid zijn.
De AACO heeft 26 leden per februari 2012.
De AACO werkt aan een regionale alliantie, onder de naam Arabesk, samen met EgyptAir, Gulf Air, Middle East Airlines, Oman Air, Yemenia, Tunisair, Royal Jordanian en Saudi Arabian Airlines. De start zou begin 2006 zijn. Door de alliantie biedt elke maatschappij 500 bestemmingen wereldwijd. De alliantie zal ook gebruikmaken van Code sharing en frequentflyerprogramma's.
De Arab Air Carriers Organization werkt nauw samen met de International Air Transport Association (IATA) en Internationale Burgerluchtvaartorganisatie (ICAO).